# Oberonia reilloi
Oberonia reilloi är en orkidéart som beskrevs av Oakes Ames. Oberonia reilloi ingår i släktet Oberonia och familjen orkidéer.
Artens utbredningsområde är Filippinerna. Inga underarter finns listade i Catalogue of Life.